# Joseph Goodall
Joseph Goodall (Bendigo, 22 de junio de 1992) es un deportista australiano que compite en boxeo. Ganó una medalla de bronce en el Campeonato Mundial de Boxeo Aficionado de 2017, en el peso superpesado.

## Palmarés internacional
| Campeonato Mundial | Campeonato Mundial  | Campeonato Mundial | Campeonato Mundial |
| Año                | Lugar               | Medalla            | Categoría          |
| ------------------ | ------------------- | ------------------ | ------------------ |
| 2017               | Hamburgo (Alemania) | Medalla de bronce  | +91 kg             |